# Maria de Lourdes de Santa Rosa
Maria de Lourdes de Santa Rosa, O.I.C. (Polignano a Mare, 26 de outubro de 1910 – São Paulo, 19 de novembro de 1974) nascida Maria Giovanna Laselva, foi uma religiosa concepcionista italiana naturalizada no Brasil, conhecida por ter fundado o Mosteiro da Imaculada Conceição em Guaratinguetá. É considerada serva de Deus pela Igreja Católica.

## Biografia
Maria Giovanna Laselva nasceu no dia 26 de outubro de 1910 em Polignano a Mare, província de Bari, na Itália, filha do casal Vito Giuseppe Laselva  e Rosa L’Abbate Laselva. Aos 2 meses de idade, veio com a família para o Brasil, instalando-se morar no Pari, em São Paulo. Aos 21 anos, na festa de Nossa Senhora de Lourdes, entrou no Mosteiro da Luz, fundado por Frei Galvão, para ser uma religiosa concepcionista. Recebeu o hábito em 1931 com o nome de irmã Maria de Lourdes de Santa Rosa e, depois de 4 anos de noviciado, professou os votos solenes.
Pela sua profunda piedade e espírito religioso fez com que muitas pessoas a procurassem pedindo orações, estando ela sempre disposta a atender todos sem medir esforços. Com 13 anos de vida virtuosa foi designada abadessa de um novo mosteiro a ser fundado na cidade natal de Frei Galvão. No fim de 1944, com outras cinco monjas e poucos recursos, chega a um pequeno e inacabado mosteiro em Guaratinguetá.
O pequeno mosteiro ainda era insuficiente e em 1952, após angariar fundos e um novo terreno, doado pelo prefeito e por sua mãe, Maria de Lourdes inicia as obras do novo mosteiro do qual seria administradora e superiora dedicada por 24 anos. Em 1962, o Mosteiro da Imaculada Conceição de Guaratinguetá foi inaugurado.
Enfraquecida, nos últimos anos de vida foi ficando muito doente devido, em parte, às longas vigílias, às penitências e à vida e trabalho austeros. Já debilitada, oferecia seus sofrimentos físicos e morais por amor e os tomou com fé e dignidade. Vitimada por uma uremia e problemas no pulmão, vem a falecer na capital paulista no dia 19 de novembro de 1974 no Hospital São Paulo, após uma vida dedicada à oração e ao serviço do próximo. Está sepultada no mosteiro que fundou, em Guaratinguetá.

## Beatificação
Sua causa de beatificação foi iniciada em 12 de março de 2009 pelo então bispo de Aparecida, o cardeal Raymundo Damasceno Assis. No dia 15 de maio de 2011, foi encerrada a fase arquidiocesana do processo, sendo a documentação enviada para estudos na Santa Sé.